# Астраханская городская дума
Астраханская городская дума — это представительный орган муниципального образования «Городской округ город Астрахань».

## История
Астраханская городская дума имеет долгую и сложную историю, отражающую развитие местного самоуправления в Астрахани.
После Октябрьской революции 1917 года и принятия 24 октября 1925 года «Положения о городских Советах» органами местного управления были городские Советы, которые просуществовали почти до 1990 года. В 1990 году в Астрахани прошли первые альтернативные выборы Городского Совета народных депутатов, который включал 225 депутатов — от студентов до руководителей крупных предприятий. Совет был влиятелен, однако такой большой состав осложнял работу, поэтому был образован Малый Совет из 25 депутатов. В 1993 году по указу Президента Ельцина городской Совет был распущен.
В 1994 году создано Астраханское Городское Представительное Собрание первого созыва из 14 депутатов. В этот период основная роль в управлении городом принадлежала главе администрации. В 1-м созыве председателями были В.В. Зуев и позже Б.И. Борисенко.
В 1996 году прошли первые демократические выборы главы города — мэром стал И.А. Безрукавников, а в тот же период в городской Совет было избрано 24 депутата второго созыва. Совет активно работал через профильные комиссии по бюджету, экономике, социальной политике и нормотворчеству.
С 2000 по 2004 год городской Совет третьего созыва из депутатов различных профессий развивал местное самоуправление, принял новую редакцию Устава города, закрепив главенство представительного органа в управлении, а также переехал в отдельное здание. Работа сопровождалась формированием комиссий по ключевым направлениям и запуском программы «открытый бюджет», направленной на доступность финансовой информации для горожан и поддержку малого и среднего бизнеса.
Таким образом, Астраханская городская дума прошла путь от крупных советов народных депутатов советского периода до современного представительного органа с 36 депутатами, избираемыми на пятилетний срок в одномандатных округах. Это историческое развитие отражает эволюцию местного самоуправления в Астрахани на протяжении более века.

## Состав и полномочия
Дума состоит из 36 депутатов, избираемых по одномандатным округам, то есть каждый депутат представляет свой избирательный район в городе.
Срок полномочий и выборы:
- Депутаты избираются на срок пять лет.
- Текущий, седьмой созыв работает с 2020 года, его полномочия заканчиваются с назначением выборов восьмого созыва.
- Очередные выборы нового, восьмого созыва Городской Думы назначены на 14 сентября 2025 года — единый день голосования. По правилам выборов, победитель мажоритарного голосования в каждом одномандатном округе становится депутатом[2][3]